# Sierretunneln
Sierretunneln är en 2,4 kilometer lång vägtunnel i Sierre, Schweiz. Tunneln består av två separerade rör och invigdes 1999.
Den 13 mars 2012 inträffade en svår bussolycka i tunneln.